# تركان خاتون (زوجة ملك شاه)
تركان خاتون (بالفارسية: ترکان خاتون) (ق. 1055 - سبتمبر - أكتوبر 1094) كانت الزوجة الأولى لملك شاه الأول وقرينته الرئيسية، وملكشاه هو سُلطان الإمبراطورية السلجوقية من عام 1072، حتى وفاته في عام 1092. ولدت تركان خاتون كأميرة قراخانية  وهي ابنة تمغاش خان إبراهيم  ووالدة محمود الأول، الحاكم التالي للإمبراطورية السلجوقية، والوصي على العرش خلال فترة حكمه القليلة في 1092-1094.

## الزواج
كان ألب أرسلان (والد ملك شاه) قد أعطى ابنته الأميرة عائشة خاتون لشام المُلك نصر، وهو ابن وخليفة القراخاني تمغاش خان إبراهيم، والد ترخان خاتون. لاحقًا في عام 1065، تزوج ابنه من تركان خاتون، التي كانت تبلغ من العمر اثني عشر عامًا في ذلك الوقت وكان ملك شاه في نفس العمر تقريبًا. وهكذا كان موقف نظام الملك تجاه السُلطان غير مرضٍ إلى حد ما، وكان تأثيره على الأسر التابعة لزوجات السلطان وأولئك الأمراء لا يزال أضعف. أصبح منزل تركان خاتون محور المعارضة، لأن تاج المُلك كان أيضًا مراقبها الشخصي. لا شك في أن الوزير كان يفكر في تركان خاتون عندما ندد في سياسات نامه بالتأثير الخبيث للمرأة في المحكمة، مشيرًا إلى نصائحهم المُضللة للحاكم وتعرضهم لمطالبات الحاضرين والخصيان. كان داود نجل تركان خاتون هو الابن المُفضل لوالده، لكنه توفي عام 1082. بعد ست سنوات حصل ملك شاه على الموافقة عندما أعلن وريثًا آخر من أبنائه، أبو شجاع أحمد، وأعطاه سلسلة رائعة من التكريم، ولكن في العام التالي مات هو الآخر. بعد خيبات الأمل هذه، لم يكن مفاجئًا أن تركان خاتون أرادت الترويج لخلافة ابنها الثالث محمود، على الرغم من حقيقة أنه كان أصغر المُرشحين المُحتملين.
قرب نهاية حكم ملك شاه، اشتكت قدون للسلطان من أن نجل نظام الملك، شمس الدين عُثمان، الذي كان يعيش في مرو، قد اختطفها. كتب ملك شاه لنظام الملك يوبخه بهذه الكلمات: «هؤلاء أبناؤكم كل منهم سيطر على منطقة كبيرة ويحكمون محافظة كبيرة، لكن هذا لا يرضيهم ويتجاوزون ما هو سياسي ورغبة في ذلك.» دافع نظام الملك عن نفسه ولكن في هذه المناسبة لم تهدأ غيرة السلطان وبدأ بالتآمر على حياة الوزير. أضافت تركان خاتون الزيت على النار واتهمت نظام الملك بتقسيم المملكة بين أبنائه. كان اعتراضها على نظام الملك بسبب حثه ملك شاه على ترشيح بركياروق، ابن زبيدة خاتون البالغ من العمر ثلاثة عشر عامًا، وريثًا ظاهريًا، بينما كانت تتمنى أن يتم ترشيح ابنها محمود، الرضيع، ودعمها في هذا تاج المُلك أبو الغاني مرزبان بن خسرو فيروز، كان وزيراً لتركان خاتون، وانضمت إلى مؤامرة شنها تاج الملك ضد نظام الملك.

## الوصاية على العرش
في عام 1092، بعد فترة وجيزة من اغتيل نظام الملك، رشح تاج الملك محمود كسلطان وانطلق إلى أصفهان. كان محمود طفلاً، وكانت والدته تركان خاتون ترغب في الاستيلاء على السلطة بدلاً منه. ولتحقيق ذلك، دخلت في مفاوضات مع الخليفة العباسي المقتدي لتأمين حكمها. عارض الخليفة كلاً من الطفل والمرأة كحاكم، ولم يكن من الممكن إقناعه بالسماح بإعلان الخطبة، في النهاية، وافق الخليفة على السماح لها بالحكم إذا قيلت الخطبة باسم ابنها، وإذا فعلت ذلك بمساعدة وزير عينها لها، وهي حالة رأت نفسها مجبرة على قبولها.
عند وصولها إلى أصفهان، استولى تاج الملك على باركياروق وسجنه بناءً على أوامر تركان خاتون، لكن المماليك النظاميين، الذين كرهوا تركان خاتون بسبب عداوتها لسيدهم الراحل، أطلقوا سراح باركياروق وأخذوه إلى الري، حيث أصبح الوصي على المدينة.
انطلق تاج الملك وتركان خاتون بعد باركياروق، لكنهما هُزموا في بروجرد في 1092-1093. تراجعت تركان خاتون مع قواتها إلى أصفهان حيث كانت مُحاصرة. هرب تاج الملك في معركة بروجرد وجاء إلى بركياروق وعرض عليه 200 ألف دينار ليقيمه وزيراً.

## الموت
من أصفهان، حاولت تركان خاتون الاتصال بطولوش، لكنها توفيت فجأة عام 1094، ليتبعها بعد شهر ابنها محمود. 

## أُنظر أيضاً
- مدرسة تركان خاتون

## فهرس
- Boyle، المحرر (1968). The Cambridge History of Iran, Volume 5. Cambridge University Press. ص. 191. ISBN:978-0-521-06936-6.
- Lambton، Ann K. S. (1 يناير 1988). Continuity and Change in Medieval Persia. SUNY Press. ISBN:978-0-887-06133-2.